# Okerkapdwergmierpitta
De okerkapdwergmierpitta (Grallaricula ochraceifrons) is een zangvogel uit de familie Grallariidae (mierpitta's). Het is een bedreigde, endemische vogelsoort in Midden-Peru.

## Kenmerken
De vogel is gemiddeld 10,5 cm lang en overwegend bruin gekleurd. Kenmerkend is de okerkleurige tot roodbruine voorkant van de kop, rond het oog iets lichter. Verder donker grijsbruin van boven en wit van onder met duidelijke zwarte strepen en oranjebruine flanken.

## Verspreiding en leefgebied
Deze soort is waargenomen op drie locaties in het oosten van de Andes in Midden-Peru. De vogel werd in 1976 ontdekt en in 1983 beschreven. Het leefgebied is vochtig montaan nevelwoud tussen de 1850 en 2500 m boven zeeniveau. Over de vogel is overigens weinig bekend.

## Status
De okerkapdwergmierpitta heeft een beperkt verspreidingsgebied en daardoor is de kans op uitsterven aanwezig. De grootte van de populatie werd in 2022 door BirdLife International geschat op 1000-2500 volwassen individuen en de populatie-aantallen nemen af door ontbossing waarbij natuurlijk bos wordt gekapt en omgezet in gebied voor agrarisch gebruik en menselijke bewoning. Om deze redenen staat deze soort als kwetsbaar op de Rode Lijst van de IUCN.